# إستر ريفيرا
إستر ريفيرا (بالإسبانية: Esther Rivera) هي منافسة ألعاب القوى مكسيكية، ولدت في 30 يوليو 1964 في سيوداد أوبريجون في المكسيك.